# Kharg (1977)
Kharg (431) byl zásobovací tanker íránského námořnictva. Sekundárně sloužil také k výcviku posádek. Jedná se o upravenou verzi britských tankerů třídy Ol. Objednán byl ještě před vypuknutím islámské revoluce. Přestože byl dokončen roku 1980, kvůli zbrojnímu embargu mohl být dodán až o čtyři roky později. V letech 1984–2021 byl největší válečnou lodí íránského námořnictva (až v lednu 2021 jej předčila mobilní báze Makran). Dne 2. června 2021 na tankeru vypukl požár, takže se potopil poblíž přístavu Džask v Ománském zálivu.

## Stavba

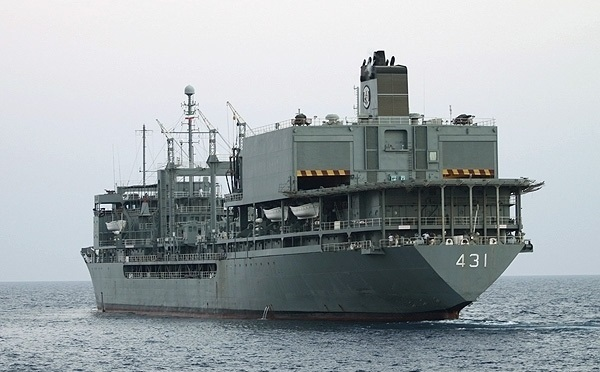
Kharg

Tanker byl objednán ještě před vypuknutím íránské islámské revoluce. Postavila jej britská loděnice Swan Hunter ve Wallsend-on-Tyne. Na vodu byl spuštěn 3. února 1977. Dokončen byl v dubnu 1980. Jeho předání Íránu proběhlo až roku 1984 kvůli zbrojnímu embargu vyhlášenému v souvislosti s Íránsko-iráckou válkou.

## Konstrukce

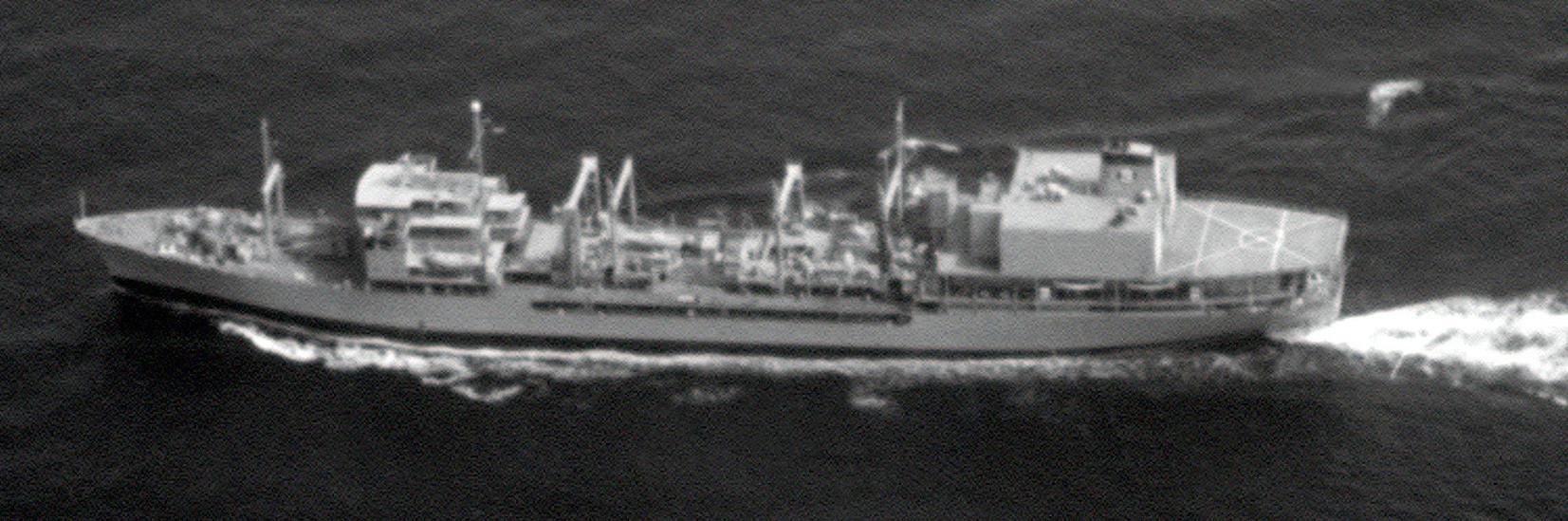
Kharg

Plavidlo původně neslo navigační radar Decca 1229. Dokončeno bylo s výzbrojí jednoho 76mm kanónu OTO Melara. Dále mělo nést ještě dva 40mm kanóny Bofors. Ten však byl před dodáním plavidla Íránu odstraněn. Roku 1993 plavidlo dostalo novou výzbroj, kterou tvořil jeden 76mm kanón a dva dvojité 23mm kanóny. Na zádi se nachází přistávací plocha a dva hangáry pro uložení až tří vrtulníků. Pohonný systém tvořily dva kotle Babcock & Wilcox a dvě převodové turbíny Westinghouse o výkonu 26 870 shp, pohánějící jeden lodní šroub. Nejvyšší rychlost dosahovala 21,5 uzlu.

## Služba
Roku 2011 Kharg podporoval plavbu íránských válečných lodí do Středomoří. Roku 2013 navštívil Čínskou lidovou republiku. Dále podporoval protipirátské operace v Arabském moři a Adenském zálivu. Dne 2. června 2021 přibližně ve 2:25 místního času na plavidle vypukl požár. Snahy o jeho uhašení byly neúspěšné a nakonec musela být posádka evakuována. Raněno bylo 33 osob. Plavidlo se položilo na bok a potopilo v Ománském zálivu nedaleko íránského přístavu Džask. Íránské námořnictvo tak ztratilo jediné plavidlo této kategorie, které mělo zásadní význam jako logistická podpora jeho bojových jednotek.